# Det Gode
Det Gode, eller mere præcist Det Godes idé (ἡ τοῦ ἀγαθοῦ ἰδέα), er et centralt begreb der blev anvendt af den oldgræske filosof Platon i hans dialoger Staten (508e2–3). Platon introducerede i sine skrifter flere idéer (eller "former"), men identificerede Det Godes idé som den største. Dette er den idé, der lader en filosof under uddannelse avancere og blive en sand filosofkonge. Idéen kan ikke ses klart eller forklares, da idéerne alle residerer i et sted langt uden for menneskehedens rækkevidde, men når først den genkendes er det den idé der lader én realisere alle de andre idéer.
| filosofi | Spire Denne filosofiartikel er en spire som bør udbygges. Du er velkommen til at hjælpe Wikipedia ved at udvide den. |